# الإسلام في إثيوبيا
الإسلام هو ثاني أكبر ديانة في إثيوبيا بعد المسيحية، حيث يعتنقه من 31.3 إلى 35.9 في المائة من إجمالي السكان البالغ عددهم حوالي 113.5 مليون شخص الدين اعتبارًا من عام 2022. وقد كانت النسبة في تعداد الوطني لعام 1994، فإن الإسلام، الذي وصل البلاد سنة 615م، هو الدين الثاني الأكثر انتشارا في إثيوبيا بعد المسيحية. زاد عدد المسلمين عن 25 مليون أي 33.9% مجموع سكان إثيوبيا حسب تعداد عام 2007.
أما أحمد محمود السيد، فقد ذكر أنه وفقا لتقديرات عام 2006م، فإن عدد سكان إثيوبيا يقدر بـ 75 مليون نسمة، ونسبة المسلمين تتراوح ما بين (55-65%) من إجمالي السكان: أي حوالي 48 مليون مسلم.
المسلمون في إثيوبيا هم في الغالب من السنة. في الإسلام السني، توجد أربع مدارس فكرية وثلاث منها تقع في إثيوبيا، والمدرسة الرئيسية تابعة للمدرسة الشافعية . ما يقرب من 98٪ من المسلمين الإثيوبيين هم من السنة، بينما 2٪ آخرون ينتمون إلى طوائف أخرى.

## تاريخ الوصول

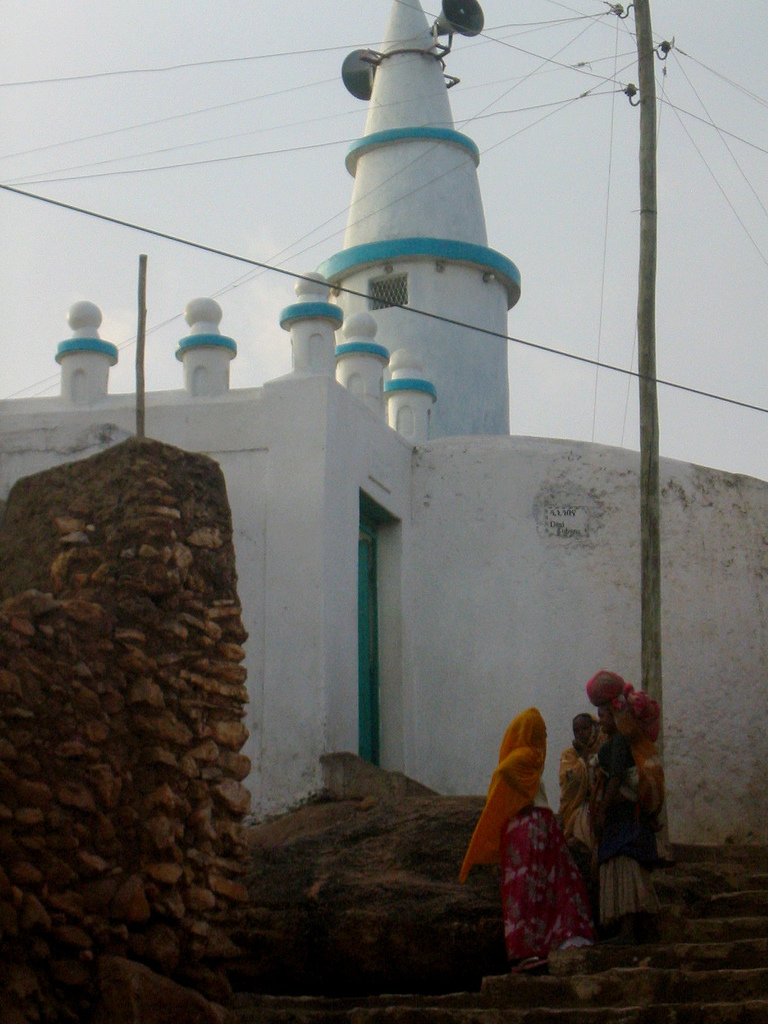
مسجد في مدينة هرر

تمثل أول وصول إلى الحبشة (إثيوبيا حاليا) في عدد صغير من المهاجرين من الصحابة في العام الخامس من البعثة النبوية. اختار رسول الله الحبشة، كملجأ من الاضطهاد الذي كان يعانيه المسلمين في مكة، لأسباب عديدة. منها عدل حاكمها، والجوار الجغرافي، وصلة القربى بها.
كان هذا الوصول أول احتكاك. وبقيت المجموعة المهاجرة مدة من زمن ثم عادت إلى شبه الجزيرة بعد أن تركت انطباعا جيدا في نفوس أهل الحبشة من ما رأوه من أخلاق حميدة من المهاجرين.وليس غريبا أن يسلم البعض من أهل الحبشة. فقد ورد في السيرة النبوية أن الرسول  صلى صلاة الغائب لما أدركه نبأ وفاة النجاشي وأخبر الصحابة بأنه كان يكتم إسلامه.
غير أن الوصول الفعلي للإسلام إلى الحبشة جاء عن طريق محورين رئيسيين،

### المحور البحري
أول هذه المحاور كان المحور البحري من بلاد العرب عبر البحر الأحمر ومضيق عدن، فبعد أن استقر الإسلام بجزيرة العرب نقلت الدعوة خارج الجزيرة، ففي سنة عشرين هجرية أرسل الخليفة الثاني عمر بن الخطاب رضي الله عنه سرية بحرية لتأديب قراصنة البحر الأحمر من الأحباش، ورغم عدم توفيق هذه السرية، إلا أن الدولة الأموية أرسلت قوات بحرية احتلت جزر دهلك قرب الشاطئ الإرتري، واتخذت الدعوة الإسلامية طرق التجارة، فانتشرت تحت جناح السلم.
وظهرت جاليات عربية مسلمة في مدن الساحل مثل زيلع وبربرة، وبدأ نفوذ الدعوة ينتقل إلى الداخل في السهول الساحلية، وفي صلب الحبشة، وما أن حل القرن الثالث الهجري حتى ظهرت إمارات إسلامية في النطاق الشرقي، وفي الجنوب الشرقي من الحبشة، ودعم هذا الوجود الإسلامي، هجرة بعض الجماعات العربية. وزاد اعتناق أبناء البلاد للإسلام فظهرت سبع إمارات إسلامية في شرقي الحبشة وجنوبها وهي (دوارو، وابديني، وهدية، وشرخا، وبالي، ودارة وإمارة شوا وهي الإمارة السابقة عليها جميعاً).
وقامت عدة حروب بين الإمارات الإسلامية وملوك الحبشة الذين كانوا على صلة بالصليبين منذ الحروب الصليبية بالشام. وأسفرت هذه الاتصالات عن تكوين حلف صليبي، لعب البرتغاليون فيه دوراً رئيسياً.ومن ثمار هذا المحور انتشار الإسلام بين قبائل (الجلا، وأوروموا).

### المحور البري
جاء بالإسلام من الشمال، فبعد فتح مصر استمر تقدم الإسلام نحو الجنوب وقامت قبيلة (البجاة) أو البجة الذين تمتد أرضهم من حدود مصر الجنوبية حتى حدود الحبشة بنقل الإسلام عبر هذا المحور الشمالي. ولقد انتشر فريق من التجار العرب عبره، وكانت منهم جماعات عديدة من جهينة وقيس وربيعة وعيلان. وتقدم الإسلام إلى عيذاب وسواكن وتجاوزهما إلى الجنوب، والتقى المحوران في أرض الحبشة.
وساد الإسلام النطاق السهلي الساحلي في شرقي الحبشة، كما توغل إلى المرتفعات الجنوبية. بل وصل إلى وسط الحبشة واستمر الصراع بين المسلمين والمسيحيين. واضطُهد المسلمون في عهد الإمبراطور يوحنا في نهاية القرن الحادي عشر الهجري، وعندما سيطر (الجالا) أو الأوروموا على الحكم، انتشر الإسلام بين قبائل (التقراي) في القسم الشمالي من هضبة الحبشة.

## إضطهاد المسلمين
يعاني الآن مسلمو اثيوبيا من تهميش وحجب الحريات وفرض جماعة معينة كالأحباش عليهم وشهدت البلاد مظاهرات حاشدة في عدة المدن أبرزها أديس أبابا العاصمة ومدينة ديسي وبحردار في اقليم امهرا وايضا في مدينة اسلة في اقليم اورميا ونقلت المنظمة عن شهود عيان أن قوات الأمن الإثيوبية فتحت نيران أسلحتها الأسبوع الماضي على أشخاص غير مسلحين كانوا يتظاهرون احتجاجاً على اعتقال أعضاء جالية مسلمة محلية، مما أدّى إلى مقتل نحو 14 شخصا منهم، من بينهم ثلاثة أطفال.
وتأتي هذه التظاهرات بمناسبة مرور عام على اعتقال السلطات شخصيات تنتمي إلى لجنة أوكلت إليها مهمة تقديم مطالب المسلمين في البلاد.
بينما ذكرت مؤسسات إسلامية أن اعتقال هؤلاء يأتي في إطار ما يسمى بقانون «مكافحة الإرهاب».
ووفقا لمنظمة «هيومن رايتس ووتش» المعنية بحقوق الإنسان، فقد اعتقلت السلطات عددا من المتظاهرين السلميين وأبقتهم قيد الاحتجاز.
وتأتي تظاهرات المسلمين تلبية لدعوة ناشطين في حركة «ليسمع صوتنا»، التي سبق أن اتهمت السلطات بمحاولة «تشويه» صورة المسلمين عن طريق إنتاج مواد تلفزيونية تتهم المسلمين بالإرهاب والتطرف، فضلا عن استخدام الحركات المتشددة المجاورة للبلاد، مثل «شباب» الصومال، و«بوكو حرام» في نيجيريا، ذريعة لتشويه المسلمين.
وفي يوليو 2012 تناولت صحيفة «واشنطن تايمز» الأمريكية الاحتجاجات في أثيوبيا، قائلة: «إنَّ المسلمين يتهمون الحكومة بالتدخل بشكل غير قانوني في الشؤون الإسلامية؛ من خلال رصد وثيق لأنشطتهم داخل المساجد، وإجبار رجال الدين على ممارسة شعائر طائفة الأحباش.. في الوقت الذي يحظر دستور الحكم الإثيوبي التدخل في الممارسات الدينية».

## هوامش
1. ↑  "مسلمو إثيوبيا في الأزمة الداخلية الأخيرة". المعهد المصري للدراسات. 9 ديسمبر 2021. مؤرشف من الأصل في 2023-09-21. اطلع عليه بتاريخ 2024-01-21.
2. ↑  "Religious Composition by Country, 2010-2050". Pew Research Center's Religion & Public Life Project (بالإنجليزية الأمريكية). 2 Apr 2015. Archived from the original on 2023-03-19. Retrieved 2020-10-29.
3. ↑  "Ethiopia", The World Factbook (بالإنجليزية), Central Intelligence Agency, 14 Dec 2021, Archived from the original on 2023-04-08, Retrieved 2021-12-16
4. ↑  {{{2}}}  على كتاب حقائق العالم
5. ↑  J. Spencer Trimingham. 1952. Islam in Ethiopia. Oxford: Geoffrey Cumberlege for the University Press, p. 44
6. ↑  "Census 2007" نسخة محفوظة 4 يونيو 2012 على موقع واي باك مشين., first draft, Table 6. The total population size for this Region includes 8 rural kebeles in Elidar woreda, whose numbers were estimated. [وصلة مكسورة] "نسخة مؤرشفة" (PDF). مؤرشف من الأصل في 2012-02-14. اطلع عليه بتاريخ 2009-08-26.{{استشهاد ويب}}:  صيانة الاستشهاد: BOT: original URL status unknown (link)
7. ↑   المسلمون في إثيوبيا. مجلة البيان (2010). العدد 276، شعبان 1431. ص 60 - 61
8. ↑  Abdo، Mohammed. "Legal Pluralism Vs. Human Rights Issues: Sharia Courts and Human Rights Concerns in the Light of the Federal /constitution of Ethiopia" (PDF). مؤرشف من الأصل (PDF) في 2023-04-05.
9. ↑  "السيرة النبوية: الهجرة إلى الحبشة". وزارة الأوقاف والشؤون الإسلامية. مؤرشف من الأصل في 2020-09-24. اطلع عليه بتاريخ 2024-08-13.
10. ↑  عبد الملك بن هشام بن أيوب الحميري المعافري (1955). السيرة النبوية. تحقيق: مصطفى السقا وإبراهيم الأبياري وعبد الحفيظ الشلبي. مصر: مكتبة ومطبعة مصطفى البابي الحلبي وأولاده. ج. 1. ص. 341.
11. ↑  "ShareThis Homepage". ShareThis. مؤرشف من الأصل في 2021-09-21. اطلع عليه بتاريخ 2024-08-13.
12. ↑  د. عبد الله خضر أحمد (27 أبريل 2022). "أثر الهجرة في تكوين الإمارات الإسلامية في إفريقيا (الحبشة نموذجاً)". قراءات إفريقية. مؤرشف من الأصل في 2024-08-13. اطلع عليه بتاريخ 2024-08-14.
13. ↑  "المسلمون في أثيوبيا". الألوكة. مؤرشف من الأصل في 2024-08-13. اطلع عليه بتاريخ 2024-08-14.